# Pfyffe
Pfyffe är en bergstopp i Schweiz.   Den ligger i distriktet Bern-Mittelland och kantonen Bern, i den centrala delen av landet, 24 km söder om huvudstaden Bern. Toppen på Pfyffe är 1 666 meter över havet, eller 279 meter över den omgivande terrängen. Bredden vid basen är 3,9 km.
Terrängen runt Pfyffe är kuperad åt nordväst, men åt sydost är den bergig. Runt Pfyffe är det glesbefolkat, med 18 invånare per kvadratkilometer.. Närmaste större samhälle är Thun, 19,0 km öster om Pfyffe. 
Trakten runt Pfyffe består i huvudsak av gräsmarker.